# NGC 637
NGC 637 је расејано звездано јато у сазвежђу Касиопеја које се налази на NGC листи објеката дубоког неба.
Деклинација објекта је + 64° 2' 12" а ректасцензија 1h 43m 3,0s. Привидна величина (магнитуда) објекта NGC 637 износи 8,2. NGC 637 је још познат и под ознакама OCL 329.